# Phillips megye (Arkansas)
Phillips megye az Amerikai Egyesült Államokban, azon belül Arkansas államban található. Megyeszékhelye és legnagyobb városa Helena-West Helena. Lakosainak száma 16 568 fő (2020. április 1.). Phillips megye Lee, Monroe, Arkansas, Desha, Tunica, Coahoma és Bolivar megyékkel határos.

## Népesség
A megye népességének változása:
| Lakosok száma | 21 686 | 21 417 | 20 789 | 20 399 | 19 513 | 16 568 |
|               | 2010   | 2011   | 2012   | 2013   | 2015   | 2020   |